# Кахамарканский кечуа
Кахамарканский кечуа (Cajamarca Quechua) — разновидность кечуанских языков, на которой говорят на территории долин Кахамарка и Поркон (восточный диалект); в округе Четилья (западный диалект); в округах Лос-Баньос и Четилья региона Кахамарка в Перу. У кахамарканского диалекта также существуют свои восточный и западный диалекты. Схожесть в лексике: 94 % с ламбаекенским и 92 % с паракаосским.